# アップステップ
アップステップ（英語: upstep）は、音声学において、音節間または単語間で声調が上がる現象を指す。国際音声記号では、アップステップの記号としては、上付きの上向き矢印 [ꜛ] （↑）を使用する。
アップステップの逆の現象はダウンステップと呼ぶ。音声現象としてはダウンステップの方が一般的である。
国際音声学会のハンドブックは、以下のようなハウサ語のアップステップの例を示している。
| [túrántʃí]     | English       |
| [túránꜛtʃí nè] | it is English |

ただし、ハウサ語のアップステップは予測可能な異音であり、アップステップが音韻的な意味を持つ言語の例は知られていない。